# Magnolia (Teksas)
Magnolia – miasto w Stanach Zjednoczonych, w stanie Teksas, w hrabstwie Montgomery.